# Harald Günter Kainer
Harald Günter Kainer (* 1985 in Hartberg, Steiermark) ist ein österreichischer Musiker und audiovisueller Künstler.

## Leben
Kainer wuchs in der Oststeiermark auf und bekam dort den ersten Instrumentalunterricht. Die Hochschulreife absolvierte er am Musikgymnasium Dreihackengasse in Graz. Zeitgleich nahm er Unterricht (klassische Gitarre) am Johann-Joseph-Fux-Konservatorium.
Er studierte an der Universität für Musik und darstellende Kunst Graz Musiktheorie und Komposition bei Clemens Gadenstätter und Komposition-Computermusik bei Marko Ciciliani und schloss beide Studien mit Auszeichnung ab.
2016 erhielt er für seine musikalischen Tätigkeiten den „Wissenschaftspreis der Stadt Graz“ (ehemals „Dr.-Karl-Böhm-Stipendium“) und 2018 das Startstipendium für Komposition des BMBWF (ehemals BMUKK – Bildungsministerium für Unterricht, Kunst und Kultur).
Kainer lebt derzeit in Berlin und der Steiermark.

## Künstlerische Tätigkeiten

### Musik und Klangkunst
Nach ersten Aufführungen instrumentaler Stücke bezog Kainer in seine kompositorische Arbeit zunehmend sowohl digitale als auch analoge Technik mit ein, wodurch u. a. diverse fixed-media-Kompositionen und Stücke mit Live-Elektronik entstanden. Ein weiterer Schwerpunkt Kainers liegt in der Erarbeitung von Klang- und Videoinstallationen bzw. Klangskulpturen. In seinen interaktiven Installationen setzt er oft konkrete Materialien wie Metall und Glas ein.
Konzeptionell liegt Kainers Arbeiten meist eine intensive Auseinandersetzung mit dem Thema Raum zugrunde. Vor diesem Hintergrund realisierte er (als Studienabschlussarbeit) auch die fixed-media-Komposition falter für 40 Kanäle und 72 Lautsprecher.

### Theater
Nachdem Berlin zu seinem zweiten Wirkungsort wurde, engagierte sich Kainer vermehrt in szenischen Produktionen, so etwa im Ensemble Mann aus Obst als Improvisationsmusiker und Performer. Mehrmalige Zusammenarbeiten gab es zudem mit dem Dramaforum / Kunstlabor Graz sowie der Theatergruppe minuseins, deren Produktion Das House zum Berliner Theatertreffen 2021 eingeladen wurde. In dem von Ute Rauwald initiierten Projekt forced theater wirkte Kainer in Aufführungen und Ausstellungen zum Thema Sexismus und Gewalt im deutschsprachigen Raum.